# چیس (کانزاس)
چیس (به انگلیسی: Chase) شهری در ایالت کانزاس کشور ایالات متحده آمریکا است که جمعیت آن در سرشماری سال ۲۰۱۰ میلادی، ۴۷۷ نفر بوده‌است.